# Bucaneve (singolo)
Bucaneve è un brano musicale scritto da Eros Ramazzotti, Adelio Cogliati e Claudio Guidetti, eseguito dallo stesso Ramazzotti e pubblicato il 12 marzo 2010 come quarto singolo tratto dall'album Ali e radici.

## Tracce
1. Bucaneve

## Formazione
- Eros Ramazzotti - voce, cori
- Tony Franklin - basso
- Abe Laboriel jr - batteria
- Michael Landau - chitarra elettrica, chitarra solista
- Claudio Guidetti - pianoforte, cori
- Larry Goldings - pianoforte, Fender Rhodes, organo Hammond
- Davide Rossi - archi
- Alex Brown - cori
- Alfie Silas - cori
- Jim Gilstrap - cori
- Phil Ingram - cori